# Fattorizzazione (teoria degli anelli)
Nella teoria degli anelli, la fattorizzazione è la scomposizione degli elementi di un anello nel prodotto di altri elementi considerati "basilari", analogamente alla fattorizzazione dei numeri interi in numeri primi o alla scomposizione dei polinomi in polinomi irriducibili.
Per ottenere una "buona" teoria della fattorizzazione, si considerano in genere solo anelli commutativi, unitari e privi di divisori dello zero (ovvero domini d'integrità). Queste ipotesi, in particolare la commutatività, non sono tuttavia assolute: Adolf Hurwitz, ad esempio, usò una forma di fattorizzazione unica nell'anello non commutativo dei quaternioni a coefficienti interi o semidispari (detti quaternioni di Hurwitz) per dimostrare il teorema dei quattro quadrati in modo analogo alla dimostrazione del teorema di Fermat sulle somme di due quadrati attraverso gli interi gaussiani.

## Origini
La prima dimostrazione esplicita del teorema fondamentale dell'aritmetica, ovvero che l'insieme dei numeri interi è a fattorizzazione unica, si deve a Carl Friederich Gauss, che la inserì nelle Disquisitiones Arithmeticae, pubblicate nel 1798. Questa proprietà era però già nota ai matematici precedenti: Euclide dimostra negli Elementi che ogni numero può essere scritto come prodotto di numeri primi e quello che oggi è noto come lemma di Euclide (Libro VII, proposizioni 30 e 31), risultati dai quali si ricava facilmente la proprietà di fattorizzazione unica.
Nel Settecento, nel tentativo di dimostrare l'ultimo teorema di Fermat (che afferma che l'equazione diofantea {\displaystyle x^{n}+y^{n}=z^{n}} non ha soluzioni intere per x, y e z diversi da 0 e n > 2), Eulero usò alcune proprietà che, viste retrospettivamente, si basano sul fatto che alcuni anelli di interi algebrici possiedono la proprietà di fattorizzazione unica; i suoi metodi furono ampliati e generalizzati nell'Ottocento. Nel 1847, Gabriel Lamé annunciò di star lavorando su una dimostrazione generale, che si basava sulla scomposizione (valida per n dispari)
{\displaystyle x^{n}+y^{n}=(x+y)(x+\xi y)(x+\xi ^{2}y)\cdots (x+\xi ^{n-1}y)}
dove {\displaystyle \xi } è una radice dell'unità n-esima primitiva; nel suo ragionamento, supponendo che esista una soluzione dell'equazione, poiché zn è una potenza n-esima e i fattori a destra sono tutti coprimi, ne deduceva che ognuno era una potenza n-esima, e da qui proseguiva verso una contraddizione. Joseph Liouville fece tuttavia notare che questo risultato dipendeva dal fatto che l'anello {\displaystyle \mathbb {Z} [\xi _{n}]} era a fattorizzazione unica, fatto che non era stato dimostrato; in effetti già tre anni prima Ernst Kummer aveva fatto notare che questa proprietà falliva per n = 23. Kummer stesso sviluppò nuovi metodi, che permettevano di aggirare il problema per molti esponenti (quelli che chiamò primi regolari); le sue idee, nella forma che poi le diede Richard Dedekind, fornirono la base per il concetto di ideale e per lo studio degli anelli.

## Definizioni fondamentali
Tutti gli anelli considerati, a meno di specificazioni, sono domini d'integrità.
Le definizioni basilari non sono altro che la trasposizione di analoghe definizioni date nell'insieme dei numeri interi: si dice che a divide b se esiste un c tale che ac = b; in tal caso si scrive a|b. Le proprietà fondamentali della divisibilità in {\displaystyle \mathbb {Z} } continuano a valere:
- se a|b e b|c, allora a|c;
- se a divide b, allora a divide ogni multiplo di b;
- se a divide due elementi, allora divide anche la loro somma e la loro differenza.

Un elemento invertibile di A (ovvero un divisore di 1) è detto unità dell'anello; due elementi a e b sono detti associati se si dividono a vicenda o, equivalentemente, se {\displaystyle a=ub}, dove u è un'unità dell'anello.
Per definire una fattorizzazione è poi necessario definire quali sono gli elementi "base", ovvero gli analoghi dei numeri primi tra gli interi; esistono due modi diversi di estendere la definizione:
- un elemento è irriducibile se non è invertibile e non può essere scritto come il prodotto di due elementi anch'essi non invertibili;
- un elemento è primo se non è invertibile e ogni volta che divide il prodotto ab, allora divide a oppure b.

In generale queste due definizioni non sono equivalenti, ma ogni elemento primo è irriducibile. Una fattorizzazione in irriducibili è la scrittura di un elemento x come prodotto di elementi irriducibili; analogamente si definisce una fattorizzazione in primi.
Un massimo comun divisore tra a e b è un elemento d che divide entrambi e che è diviso da qualsiasi altro divisore comune; un minimo comune multiplo è un multiplo di a e b che divide ogni altro multiplo comune. In generale, non è detto che due elementi abbiano un massimo comun divisore o un minimo comune multiplo ma, se esistono, sono unici a meno di associati; se hanno quest'ultimo, hanno però anche un MCD, mentre il viceversa non è vero: ad esempio, se K è un campo e {\displaystyle A=K[X^{2},X^{3}]}, gli elementi X2 e X3 hanno un massimo comun divisore (1) ma non un minimo comune multiplo. Se però tutte le coppie di elementi hanno un MCD, allora hanno anche un mcm; in questo caso l'anello è detto MCD-dominio (o dominio MCD).  Quando il massimo comun divisore di a e b può essere espresso come combinazione lineare dei due elementi, si ha un'identità di Bézout; se questo avviene per ogni coppia di elementi, l'anello è detto dominio di Bézout.
Queste proprietà possono essere tradotte in termini di ideali principali: a divide b se e solo se l'ideale (a) contiene l'ideale (b), mentre a e b sono associati se generano lo stesso ideale; un elemento è invertibile se l'ideale generato è l'intero anello. Un elemento è primo se e solo se l'ideale che genera è un ideale primo, mentre è irriducibile se non è contenuto propriamente in alcun ideale principale non banale (può tuttavia essere contenuto in ideali non principali). Due elementi a e b hanno un minimo comune multiplo se l'intersezione {\displaystyle (a)\cap (b)} è principale, e, in tal caso, il suo generatore è un minimo comune multiplo; di conseguenza, A è un MCD-dominio se e solo se l'intersezione di due ideali principali qualsiasi è ancora principale. Due elementi hanno un'identità di Bézout se e solo se l'ideale da loro generato è principale; in questo caso il suo generatore è un massimo comun divisore. L'esistenza di un MCD tra a e b non è però sufficiente a far sì che l'ideale (a,b) sia principale: ad esempio, nell'anello {\displaystyle K[X,Y]}, dove K è un campo, X e Y hanno un MCD (1) ma l'ideale (X,Y) non è principale.
Nel caso non commutativo, è necessario distinguere tra divisori destri e divisori sinistri: a è un divisore sinistro di b se ac = b per un c, mentre è un divisore destro se ca = b; queste due proprietà non sono equivalenti (ovvero a può essere un divisore sinistro di b senza essere un divisore destro, e viceversa). Analogamente, si deve distinguere tra elementi irriducibili a sinistra ed elementi irriducibili a destra (ovvero, rispettivamente, che non hanno divisori sinistri o divisori destri) e tra un MCD a sinistra e un MCD a destra.

## Esistenza
I domini in cui è possibile effettuare la fattorizzazione in irriducibili di ogni elemento sono detti atomici; una proprietà leggermente più forte è quella per cui gli ideali principali verificano la condizione della catena ascendente (si parla in questo caso di dominio ACCP). Quest'ultima proprietà, benché meno generale, è però più stabile dell'essere un dominio atomico: ad esempio si conserva passando all'anello dei polinomi e a quello delle serie formali, al contrario dell'essere un dominio atomico. Il primo esempio di dominio atomico che non verifica la condizione della catena ascendente sugli ideali principali fu dato da Anne Grams nel 1974.
I domini atomici sono una vasta gamma di anelli, che comprende tutti i domini noetheriani e i domini di Krull, ma sono lontani dal comprendere tutti i domini d'integrità: ad esempio l'anello delle funzioni olomorfe sull'intero piano complesso non è un dominio atomico. Questo avviene perché tutti gli elementi irriducibili (a meno di associati) sono nella forma {\displaystyle x-a}, e quindi una funzione f(x) ammette una fattorizzazione se e solo se ha un numero finito di zeri; se invece ha un numero infinito di zeri (come, ad esempio, la funzione seno) non la possiede. È da osservare che in questo caso si può recuperare sia l'esistenza che l'unicità della fattorizzazione attraverso procedure analitiche: tale risultato è noto come teorema di fattorizzazione di Weierstrass. Altri esempi di domini non atomici sono tutti gli anelli di valutazione non noetheriani.
All'estremo opposto, esistono domini che, pur possedendo elemento non invertibili (ovvero non essendo campi), non hanno alcun elemento irriducibile: ad esempio, l'anello di tutti gli interi algebrici non è un campo, ma ogni {\displaystyle \alpha } può essere fattorizzato come {\displaystyle \alpha ={\sqrt {\alpha }}\cdot {\sqrt {\alpha }}}, in quanto anche {\displaystyle {\sqrt {\alpha }}} è un intero algebrico.

## Unicità
Una volta stabilito in quali elementi fattorizzare, si può definire quando due fattorizzazioni sono da considerarsi equivalenti: ad esempio le fattorizzazioni {\displaystyle a=xy} e {\displaystyle a=yx} sono indistinguibili, e quindi l'"unicità" non deve tener conto dell'ordine con cui si considerano i fattori. Un'altra ambiguità si ha a causa dell'eventuale presenza di unità diverse da 1: ad esempio, se {\displaystyle uv=1}, allora le fattorizzazioni {\displaystyle a=xy} e {\displaystyle a=(ux)(vy)}, pur coinvolgendo elementi diversi, si comportano allo stesso modo riguardo, ad esempio, alla divisibilità: quindi si può ammettere anche che gli irriducibili (o i primi) siano uguali a meno di moltiplicazione per un'unità. Nell'insieme dei numeri interi, le unità sono 1 e -1, e quindi quest'ultima condizione può essere omessa imponendo che gli irriducibili siano positivi; in un anello generico, tuttavia, non è possibile operare una scelta "canonica".
Si dice quindi che due fattorizzazioni {\displaystyle a=x_{1}\cdots x_{n}} e {\displaystyle a=y_{1}\cdots y_{m}} sono uguali se n = m e se, a meno di riordinare i fattori, xk e yk sono associati per ogni k.
Mentre è possibile che esistano più fattorizzazioni in elementi irriducibili, l'esistenza di una fattorizzazione in elementi primi garantisce la sua unicità: infatti, se
{\displaystyle p_{1}\cdots p_{n}=q_{1}\cdots q_{m}}
sono due fattorizzazioni, p1 divide il prodotto a destra, e quindi deve dividere uno dei qi; poiché anche i fattori a destra sono primi, p1 e qi sono associati, e quindi possono essere semplificati, iterando il ragionamento.
Un dominio a fattorizzazione unica (in breve UFD, dall'inglese unique factorization domain) è un dominio in cui ogni elemento ha una fattorizzazione in irriducibili (ovvero un dominio atomico), e quest'ultima è unica. In questo caso, gli elementi irriducibili e i primi coincidono; in effetti, A è un UFD se e solo se è atomico e ogni irriducibile è primo, e se e solo se ogni elemento ha una fattorizzazione in primi. Gli UFD, inoltre, verificano la condizione della catena ascendente sugli ideali principali, in quanto ogni elemento ha un numero finito di divisori (a meno di associati). Se invece tutte le fattorizzazioni di ogni elemento hanno lo stesso numero di fattori, ma non sono necessariamente tutte equivalenti, il dominio è detto metà fattoriale.
Nei domini a fattorizzazione unica il massimo comun divisore esiste, in quanto si può ricavare dalla fattorizzazione. Negli MCD-domini, inoltre, ogni elemento irriducibile è primo, come può essere dimostrato attraverso un analogo del lemma di Euclide; ne segue che, in un MCD-dominio, se un elemento ha una fattorizzazione allora essa è unica, e un UFD è precisamente un MCD-dominio atomico. Un dominio MCD può però non essere atomico (ad esempio l'anello delle funzioni intere è un MCD-dominio - anzi, è di Bézout - ma non è atomico).
Ogni dominio ad ideali principali è a fattorizzazione unica; inoltre, un UFD di dimensione 1 è ad ideali principali. Una proprietà ancora più forte è l'essere un dominio euclideo, in cui può essere effettuata la divisione col resto.

### Fattorizzazione in ideali
Una fattorizzazione in irriducibili, o in primi, può essere "tradotta" nel linguaggio degli ideali: se infatti {\displaystyle a=x_{1}\cdots x_{k}}, allora, a livello di ideali {\displaystyle (a)=(x_{1})\cdots (x_{k})}: questo punto di vista permette di eliminare l'ambiguità relativa ai fattori tra loro associati, in quanto questi generano lo stesso ideale. Se la fattorizzazione è unica, ovvero se gli xi sono primi, allora gli ideali (xi) sono primi; quindi se A è un dominio a fattorizzazione unica allora ogni ideale principale può essere espresso come prodotto di ideali primi principali.
In quest'ordine di idee, si possono considerare gli anelli in cui gli ideali possono essere espressi come prodotto di ideali primi: essi sono detti domini di Dedekind. Qui, sebbene gli ideali principali sono prodotto di ideali primi, non è detto che questi ultimi siano principali; un dominio è contemporaneamente un UFD e di Dedekind se e solo se è ad ideali principali. In caso contrario, si può "misurare" quando A è lontano dall'essere a fattorizzazione unica mediante un gruppo ad esso associato, detto gruppo delle classi.
Queste nozioni permettono di riparafrasare in linguaggio moderno la dimostrazione di Kummer riguardante l'ultimo teorema di Fermat: in questo caso, infatti, si considera la fattorizzazione in ideali
{\displaystyle (z)^{n}=(z^{n})=(x^{n}+y^{n})=(x+y)(x+\xi y)(x+\xi ^{2}y)\cdots (x+\xi ^{n-1}y)}
e si arriva alla conclusione che ogni ideale principale {\displaystyle (x+\xi ^{i}y)} è uguale ad Iin per un ideale Ii. Se n è un primo regolare, ovvero se non divide la cardinalità del gruppo delle classi di {\displaystyle \mathbb {Z} [\xi _{n}]} (che in questo caso è finito) allora anche I dovrebbe essere principale; da questo poi si arriva ad una contraddizione.